# Bernhard von Chartres
Bernhard von Chartres († nach 1124) war ein Gelehrter und stark vom Platonismus geprägter Philosoph der frühscholastischen Zeit. Von ihm stammt das Gleichnis „Wir sind Zwerge auf den Schultern von Riesen sitzend, um mehr und weiter als sie sehen zu können.“

## Biographische Daten
Aus Bernhards Leben ist nur wenig bekannt. Lange nahm man an, dass er ein Bruder des Thierry von Chartres war und ebenso wie dieser aus der Bretagne stammte. Neuerdings ist die Forschung aber von dieser Meinung abgerückt. Jedenfalls taucht er erstmals 1108 in der Zeugenliste einer Urkunde aus Chartres als Subdiakon auf; als Kleriker blieb er bis zu seinem Lebensende bei diesem bescheidenen Weihegrad. Ab ca. 1110/1115 nannte er sich magister (Lehrer), unterrichtete also an der Domschule von Chartres. Spätestens 1124 stieg er zum Kanzler auf; in diesem Jahr ist er letztmals als lebend bezeugt. Seine Bibliothek vermachte er der Kathedrale.

## Lehrtätigkeit
Seine kulturhistorische Bedeutung liegt vor allem in seiner Lehrtätigkeit, die ihm hohes Ansehen verschaffte. Einige der führenden Persönlichkeiten im Kulturleben der Epoche, darunter Wilhelm von Conches und Gilbert von Poitiers, waren seine Schüler und empfingen von ihm prägende Eindrücke. Johannes von Salisbury, der bereits der Enkelgeneration angehörte, hat Bernhard nicht mehr persönlich erlebt, sondern bei dessen Schülern studiert. Er war aber von Bernhards überragender Bildung und Unterrichtsmethode begeistert und bezeichnete ihn als größten Platoniker seiner Zeit. Daran lässt sich die Nachhaltigkeit von Bernhards Wirken ermessen. So hat Bernhard bei der Herausbildung der Eigenart der berühmten sogenannten „Schule von Chartres“ eine Schlüsselrolle gespielt. Mit diesem Begriff bezeichnet man eine insbesondere von Gelehrten der Domschule von Chartres vertretene philosophische und theologische Richtung, die das platonische Gedankengut pflegte und bestrebt war, besonders in der Kosmologie platonische mit biblischen Vorstellungen in Übereinstimmung zu bringen. Bernhard hat die Blütezeit dieser Strömung vorbereitet. Berühmt ist sein Ausspruch, dass er und seine Zeitgenossen Zwerge seien, die auf den Schultern von Riesen (den antiken Gelehrten) sitzen und diese dadurch an Weitblick überragen, obwohl ihre Eigenleistung vergleichsweise gering ist (siehe Zwerge auf den Schultern von Riesen). Das war seine Stellungnahme zur Frage des Verhältnisses zwischen antiqui und moderni, zwischen antiker und mittelalterlicher Wissenschaft und Bildung. Darin zeigt sich die typische Haltung der Gelehrten von Chartres, die die nichtchristlichen Schriften der Antike eifrig studierten und sie trotz des religiösen Gegensatzes unbefangen zu würdigen wussten. Unter anderem wegen dieses Verhältnisses zur Antike taucht in der Forschung öfters der (allerdings sehr umstrittene) Begriff einer „Renaissance des 12. Jahrhunderts“ auf.
Neben der platonischen Naturphilosophie bildete der Grammatikunterricht einen weiteren Schwerpunkt von Bernhards Tätigkeit. Er betrachtete eine gründliche Grammatikausbildung anhand der antiken Werke als Voraussetzung für jedes Studium. Den Lernenden empfahl er sechs Grundsätze: demütigen Geist, Eifer im Fragen, ruhiges Leben, schweigsame Untersuchung, äußere Bedürfnislosigkeit und Aufenthalt fern von der Heimat. Als idealen Lehrer betrachtete er einen, „der es liebt, so zu lehren, dass er vollkommen verstanden wird“. Darin zeigt sich das Gewicht, das er auf die Didaktik legte.

## Philosophie
In der Naturphilosophie verzichtete Bernhard darauf, sich wie damals üblich auf theologische Autoritäten zu verlassen und die heilsgeschichtliche Perspektive des Christentums ins Spiel zu bringen. Hinsichtlich des Wahrheitsgehalts philosophischer Aussagen über den Kosmos vertrat er einen skeptischen Standpunkt, indem er nur Wahrscheinlichkeitsaussagen akzeptierte.
Eine wesentliche Neuerung im Platonismus brachte sein Konzept der formae nativae ("Entstehungsformen"). So bezeichnete er Formen, die er als aktiv vermittelndes Prinzip zwischen der Ideenwelt und der Materie einführte. Sie sind Abbilder der unwandelbaren Ideen, welche nur indirekt über die formae nativae auf die Materie einwirken. Im Unterschied zu den Ideen sind die formae nativae veränderlich. Durch ihr Hineinwirken in die materielle Welt ermöglichen sie die Entstehung aller konkreten Einzeldinge und verleihen diesen die artspezifischen Eigenschaften, beginnend mit den noch nicht sinnlich wahrnehmbaren vier Elementen. Dadurch wird das zuvor formlose Weltall "ausgeschmückt". Dies geschieht naturgesetzlich: „Alles was ist, ist entweder geworden oder ungeworden; alles aber, was entsteht, besitzt eine gesetzmäßige, und das heißt vernünftige Ursache.“ Die Seele, die Bernhard mit Berufung auf Aristoteles als Entelechie bezeichnet, besteht aus formae nativae.

## Werke
Bernhard verfasste einen verschollenen Kommentar zur Isagoge, dem Logik-Handbuch des antiken Neuplatonikers Porphyrios. Ein paar Verse, Aussprüche und Briefe von ihm sind überliefert; bis ins späte 20. Jahrhundert war das alles, was von seinem Werk bekannt war. Erst 1984 konnte Paul Edward Dutton zeigen, dass ein anonym überlieferter Kommentar zu Platons Timaios von Bernhard stammt. 1991 hat Dutton diesen Kommentar unter dem (nicht handschriftlich überlieferten) Titel Glosae super Platonem herausgegeben. Das für den Unterricht konzipierte Werk zeigt das Bemühen des Autors um ein genaues Textverständnis und seine intensive, eigenständige Auseinandersetzung mit dem Inhalt des Timaios.
Hin und wieder wird für einen ursprünglich Bernardus Silvestris zugeschriebenen Vergilkommentar Bernhard von Chartres als Autor in Betracht gezogen.

## Ausgabe
- Paul Edward Dutton (Hrsg.): The Glosae super Platonem of Bernard of Chartres. Pontifical Institute of Mediaeval Studies, Toronto 1991, ISBN 0-88844-107-X (lateinischer Text mit ausführlicher Einleitung des Herausgebers)